# Вечерас пробамо Молијера
„Вечерас пробамо Молијера” је југословенски ТВ филм из 1978. године. Режирао га је Милан Плетел а сценарио је написао Светислав Јованов.

## Улоге
| Глумац                  | Улога |
| ----------------------- | ----- |
| Елизабета Ђоревска      |       |
| Оливера Јежина          |       |
| Владислава Милосављевић |       |
| Драган Срећков          |       |